# Euplassa hoehnei
Euplassa hoehnei är en tvåhjärtbladig växtart som beskrevs av Herman Otto Sleumer. Euplassa hoehnei ingår i släktet Euplassa och familjen Proteaceae. Inga underarter finns listade i Catalogue of Life.